# A Kínai Köztársaság az 1956. évi nyári olimpiai játékokon
A Kínai Köztársaság az ausztráliai Melbourne-ben és a svédországi Stockholmban megrendezett 1956. évi nyári olimpiai játékok egyik részt vevő nemzete volt. Az országot az olimpián 5 sportágban 20 sportoló képviselte, akik érmet nem szereztek.

## Atlétika
Férfi
| Versenyző     | Versenyszám | Előfutam | Előfutam | Elődöntő | Elődöntő | Döntő   | Döntő    |
| Versenyző     | Versenyszám | Idő      | Hely.    | Idő      | Hely.    | Idő     | Helyezés |
| ------------- | ----------- | -------- | -------- | -------- | -------- | ------- | -------- |
| Tsai Cheng-fu | 400 m gát   | 54,6     | 6.       | kiesett  | kiesett  | kiesett | kiesett  |

| Versenyző                           | Versenyszám | Selejtező | Selejtező | Döntő    | Döntő    |
| Versenyző                           | Versenyszám | Eredmény  | Helyezés  | Eredmény | Helyezés |
| ----------------------------------- | ----------- | --------- | --------- | -------- | -------- |
| Jang Csuan-kuang (Yang Chuan-kwang) | Magasugrás  | 192 cm    | =7.       | 186 cm   | 20.      |
| Ling Te-Sheng                       | Távolugrás  | 711 cm    | 16.       | kiesett  | kiesett  |
| Wu Chun-tsai                        | Hármasugrás | 14,36 m   | 26.       | kiesett  | kiesett  |

| Versenyző                           | Versenyszám | 100 m | 100 m | Távolugrás | Távolugrás | Súlylökés | Súlylökés | Magasugrás | Magasugrás | 400 m | 400 m | 110 m gát | 110 m gát | Diszkoszvetés | Diszkoszvetés | Rúdugrás | Rúdugrás | Gerelyhajítás | Gerelyhajítás | 1500 m | 1500 m | Végeredmény | Végeredmény |
| Versenyző                           | Versenyszám | Idő   | Pont  | Eredmény   | Pont       | Eredmény  | Pont      | Eredmény   | Pont       | Idő   | Pont  | Idő       | Pont      | Eredmény      | Pont          | Eredmény | Pont     | Eredmény      | Pont          | Idő    | Pont   | Pont        | Helyezés    |
| ----------------------------------- | ----------- | ----- | ----- | ---------- | ---------- | --------- | --------- | ---------- | ---------- | ----- | ----- | --------- | --------- | ------------- | ------------- | -------- | -------- | ------------- | ------------- | ------ | ------ | ----------- | ----------- |
| Jang Csuan-kuang (Yang Chuan-kwang) | Tízpróba    | 11,2  | 834   | 690 cm     | 755        | 11,56 m   | 544       | 195 cm     | 976        | 51,3  | 751   | 15,0      | 813       | 33,92 m       | 469           | 330 cm   | 438      | 57,88 m       | 685           | 5:00,8 | 256    | 6521        | 8.          |

## Kosárlabda
| A Kínai köztársasági férfi kosárlabdacsapat-játékoskeret                           | A Kínai köztársasági férfi kosárlabdacsapat-játékoskeret                        |
| ---------------------------------------------------------------------------------- | ------------------------------------------------------------------------------- |
| - Hoo Cha-pen - Willie Chu - Loo Hor-kuay - James Yap - Wu Yet-an - Ling Jing-huan | - Chien Kok-ching - Lai Lam-kwong - Yung Pi-hock - Tong Suet-fong - Chen Tsu-li |

### Eredmények
Csoportkör
C csoport
| Csapat                  | M | Gy | V | P+  | P–  | Pk  |
| ----------------------- | - | -- | - | --- | --- | --- |
| Uruguay (URU)           | 3 | 3  | 0 | 238 | 187 | +51 |
| Bulgária (BUL)          | 3 | 2  | 1 | 242 | 199 | +43 |
| Kínai Köztársaság (ROC) | 3 | 1  | 2 | 216 | 249 | –33 |
| Dél-Korea (KOR)         | 3 | 0  | 3 | 194 | 255 | –61 |

| 1956. november 22. | Kínai Köztársaság (ROC) | 83 – 76 | Dél-Korea (KOR) |  |
| 1956. november 22. | (42–28)                 |         |                 |  |

| 1956. november 24. | Uruguay (URU) | 85 – 62 | Kínai Köztársaság (ROC) |  |
| 1956. november 24. | (39–36)       |         |                         |  |

| 1956. november 26. | Bulgária (BUL) | 88 – 71 | Kínai Köztársaság (ROC) |  |
| 1956. november 26. | (47–35)        |         |                         |  |

A 9–15. helyért
G csoport
| Csapat                  | M | Gy | V | P+  | P–  | Pk  |
| ----------------------- | - | -- | - | --- | --- | --- |
| Kínai Köztársaság (ROC) | 3 | 3  | 0 | 218 | 189 | +29 |
| Ausztrália (AUS)        | 3 | 2  | 1 | 258 | 208 | +50 |
| Szingapúr (SIN)         | 3 | 1  | 2 | 200 | 215 | –15 |
| Thaiföld (THA)          | 3 | 0  | 3 | 150 | 214 | –64 |

| 1956. november 27. | Kínai Köztársaság (ROC) | 67 – 64 | Szingapúr (SIN) |  |
| 1956. november 27. | (26–23)                 |         |                 |  |

| 1956. november 28. | Kínai Köztársaság (ROC) | 86 – 73 | Ausztrália (AUS) |  |
| 1956. november 28. | (39–40)                 |         |                  |  |

| 1956. november 29. | Kínai Köztársaság (ROC) | 65 – 52 | Thaiföld (THA) |  |
| 1956. november 29. | (35–31)                 |         |                |  |

A 9–12. helyért
| 1956. november 30. | Japán (JPN) | 82 – 61 | Kínai Köztársaság (ROC) |  |
| 1956. november 30. | (38–32)     |         |                         |  |

A 11. helyért
| 1956. december 1. | Kínai Köztársaság (ROC) | 87 – 70 | Ausztrália (AUS) |  |
| 1956. december 1. | (46–32)                 |         |                  |  |

| Csapat                  | Helyezés |
| ----------------------- | -------- |
| Kínai Köztársaság (ROC) | 11.      |

## Ökölvívás
| Versenyző      | Versenyszám | Nyolcaddöntő             | Negyeddöntő       | Elődöntő          | Döntő             | Helyezés |
| Versenyző      | Versenyszám | Ellenfél Eredmény        | Ellenfél Eredmény | Ellenfél Eredmény | Ellenfél Eredmény | Helyezés |
| -------------- | ----------- | ------------------------ | ----------------- | ----------------- | ----------------- | -------- |
| Lee Shih-chuan | Váltósúly   | Nicholas André (RSA) · V | kiesett           | kiesett           | kiesett           | 9.       |

## Sportlövészet
Férfi
| Versenyző                | Versenyszám                    | Döntő | Döntő    |
| Versenyző                | Versenyszám                    | Pont  | Helyezés |
| ------------------------ | ------------------------------ | ----- | -------- |
| Vu Tao-jüan (Wu Tao-Yan) | Sportpuska, fekvő              | 595   | 19.      |
| Vu Tao-jüan (Wu Tao-Yan) | Sportpuska, összetett          | 1140  | 22.      |
| Vu Tao-jüan (Wu Tao-Yan) | Szabadpuska, összetett (300 m) | 1025  | 15.      |

## Súlyemelés
| Versenyző     | Versenyszám | Nyomás   | Nyomás   | Szakítás                 | Szakítás                 | Lökés    | Lökés    | Összesen | Helyezés |
| Versenyző     | Versenyszám | Eredmény | Helyezés | Eredmény                 | Helyezés                 | Eredmény | Helyezés | Összesen | Helyezés |
| ------------- | ----------- | -------- | -------- | ------------------------ | ------------------------ | -------- | -------- | -------- | -------- |
| Song Re-Nado  | 56 kg       | 85,0     | =9.      | 85,0                     | =9.                      | 117,5    | =8.      | 287,5    | 9.       |
| Lim Jose-ning | 60 kg       | 87,5     | =18.     | érvényes kísérlet nélkül | érvényes kísérlet nélkül | kiesett  | kiesett  | kiesett  | kiesett  |
| Ko Bu-beng    | 75 kg       | 90,0     | 15.      | 100,0                    | =13.                     | 135,0    | 12.      | 325,0    | 12.      |